# Teritorijalna organizacija Republike Srpske
Teritorijalna organizacija Republike Srpske je 8 gradova i 56 općina.

## Povijest
Prema Zakonu o teritorijalnoj organizaciji i lokalnoj samoupravi (1994.), Republika Srpska je bila podijeljena na 80 općina. Ovo je obuhvaćalo i općine koje su djelimice ili u potpunosti poslije Daytonskog sporazuma pripale Federaciji ili Distriktu Brčkom. Godine 1996. podjela je revidirana i od tada do 2012. Republika Srpska imala je 2 grada i 61 općinu. Od sredine 2012., Srpska ima 6 gradova i 57 općina. Od 2015, Srpska ima 7 gradova i 57 općina.
Prema Zakonu o teritorijalnoj organizaciji Republike Srpske (2009.), Republika Srpska je i dalje ostala podijeljena na 2 grada i 61 općinu. Dok grad Banja Luka nema u svom sastavu općine, grad Istočno Sarajevo ima ih šest.
Vlada Republike Srpske je 14. lipnja 2012. na 70. sjednici održanoj u Banjoj Luci utvrdila „Prijedlog zakona o izmjenama i dopuni Zakona o teritorijalnoj organizaciji Republike Srpske“ koji se odnosi na četiri općine (Bijeljina, Doboj, Prijedor i Trebinje). Zakonom je predviđeno da ove četiri općine postanu gradovi, odnosno dobiju status grada i budu pravni nasljednici općina.
Bivše općine Bijeljina, Doboj, Prijedor i Trebinje dobile su status Grada 18. srpnja 2012. odlukom Narodne skupštine Republike Srpske kada je usvojen „Zakon o Gradu Bijeljini“, „Zakon o Gradu Doboju“, „Zakon o Gradu Prijedoru“ i „Zakon o Gradu Trebinju“, odnosno „Zakon o lokalnoj samoupravi Republike Srpske“. Zakon o Gradu Bijeljini, Doboju, Prijedoru i Trebinju službeno je stupio na snagu 26. srpnja 2012. godine kada je objavljen u Službenom glasniku Republike Srpske (Službeni glasnik Republike Srpske 70/2012).
Zastupnici Narodne skupštine Republike Srpske su 9. rujna 2014. jednoglasno usvojili zakon o osnivanju općine Stanari. 10. prosinca 2015. zastupnici Narodne skupštine Republike Srpske su usvojili zakon o gradu Zvorniku.

## Vanjske poveznice
- (srpski) Влада Републике Српске: Списак градова и општина Републике Српске  Arhivirana inačica izvorne stranice od 16. rujna 2017. (Wayback Machine)